# Гомосексуальність у Давній Греції

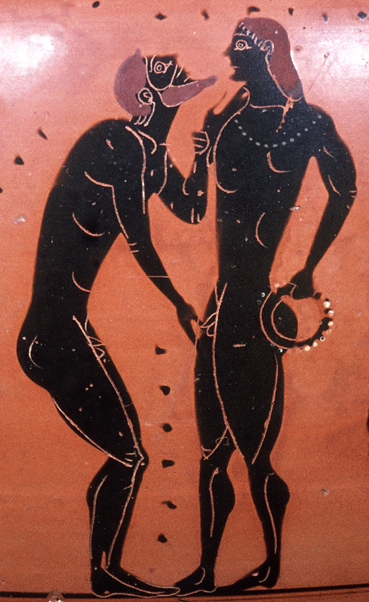
Гомоеротична сцена. Розпис на посуді, бл. 540 р. до н. е.

Гомосексуальні контакти у давнину існували в багатьох народів Середземномор'я — сирійців, хеттів, шумерів як елемент культу деяких богів. У Давній Греції вони не тільки були складовим елементом культу у темні століття, а й складали частину духовного і фізичного становлення чоловіка в більш пізні періоди.
Кожен «гідний хлопчик» 12—16 років, еромен, мав свого ераста — наставника, неодруженого чоловіка 20—30 років, любов між якими, на думку давніх греків, сприяла гармонії душі й тіла.

## Міфологія

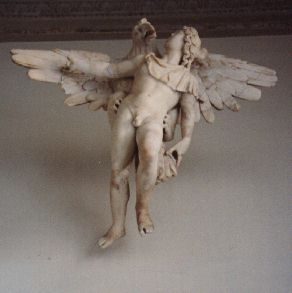
«Викрадення Ганімеда». Римська копія грецького оригіналу

### Міфи про кохання богів до смертних юнаків
Одним з найвідоміших міфів уважається міф про викрадення Ганімеда, сина троянського царя Троса. Зевс, закохавшись в юнака, перетворився на орла і викрав його, коли той полював на горі Іда. Ганімеду було даровано безсмертя і він став чашником богів. Як відшкодування за втрату сина Тросу були даровані Зевсом найкращі коні. Також існувала версія, що насправді юнака викрав Тантал, цар лідійців.
З богів найбільше число коханих мав Аполлон:
- Найбільш відомий лаконський міф, який свідчить про суперництво Аполлона із Зефіром через любов до Гіацинта, сина Амікла. Зефір з ревнощів перехопив диск, кинутий Аполлоном, і направив його на юнака, який загинув і перетворився на квітку[5]. Свято на честь Гіацинта було одним з найважливіших у Спарті[6].
- Інший міф про Кипариса, який випадково вбив оленя, якого йому подарував Аполлон. Бог, аби Кипарис не страждав, перетворив його на дерево[7]. З кипарисового дерева Ерос виготовляв свої стріли[8]. За іншою версією, закоханий у Кипариса був не Аполлон, а Сільван, бог лісів.
- Міф про юнака Левката, який тікаючи від кохання до Аполлона, був перетворений на скелю[9].
- Інший міф розповідає, що через любов до царя Адмета Аполлон погодився пасти його стадо[10].
- Коханими Аполлона були також Гіменей, син Магнето з Фессалії[11]; провидець Бранхам, з яким пов'язана легенда про заснування оракула Аполлона Дідімського[12]; провидець Мелампод[13]; родосський герой Форбант[14].
- Є також згадки про любов Аполлона до Кініра (царя Ассирії), Закінфа, Орфея, Троїла, Амікла[15], Гіллі, Іапіса, Скефра[16], Проба, Сікіона та інших[15].

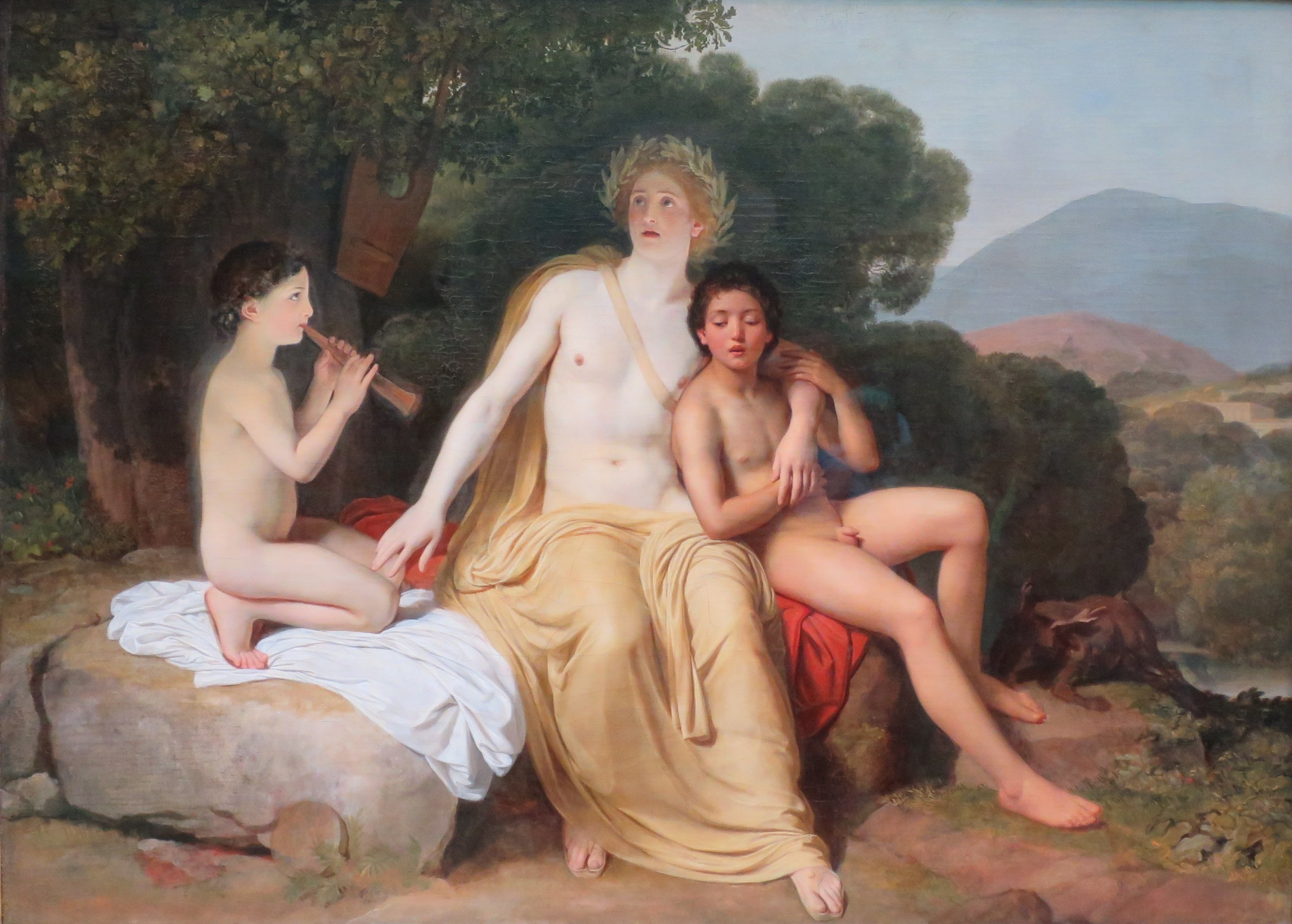
«Аполлон, Гіацинт і Кипарис, що займаються музикою і співом», картина А. Іванова, 1834

- Є міф і про Пелопа, який був коханим Посейдона, що подарував Пелопу крилату колісницю, на якій він здобув перемогу у змаганні з Еномаєм[17]. Також Посейдон кохав Норита, і з цим пов'язане походження божества Антероса[18].

Окрім Посейдона та Аполлона коханих у чоловічій подобі мав і Гермес, який найбільше кохав Персея і подарував йому свої крилаті сандалії, шапку і шолом, за допомогою яких Персей вчинив свої відомі подвиги. Також Гермес кохав Хріса, Ферса, Одріса, Кадма, Дафніса, Амфіона. Дафніса кохав також і Пан.
Існує міф, що й Гефест був закоханий у Пелея, а Асклепій в Іпполіта, сина Тесея.
Дуже важливим є й міф про те, що Діоніс, прагнучи витягти свою матір Семелу з царства мертвих, дізнається про вхід туди від якогось Просімна і якому обіцяє, що якщо той скаже де знаходиться вхід, він зможе насолодитися його тілом. Повернувшись з царства мертвих, Діоніс не застає Просімна (адже той помер). Виконуючи «священний» обов'язок перед Просімном, Діоніс поспішає до могили і віддається там протиприродній пристрасті: зрізавши абияк гілку смоковниці він надає їй форму чоловічого статевого органа і сідає на неї, таким чином виконуючи зобов'язання перед покійним. Як згадку про цю пристрасть по містах споруджуються фалоси Діонісу. Діоніс також був закоханий у Лаона, Ампела, Гіменея, Гермафродита, Ахілла, Адоніса.

### Міфи про кохання між смертними юнаками
- Існує міф про прекрасного Нарциса, у якого були закохані багато юнаків, але він усім відмовляв. Один із закоханих, Аміній, навіть покінчив із собою, не витримавши відмови. Нарцис потім, побачивши своє відображення в струмку, забажав себе самого і, від неможливості задовольнити свою пристрасть, зачах, перетворившись на квітку[28].
- В Етолії побутував схожий міф про юнака Кікна, сина Аполлона. Багато хто теж був у нього закоханий, але він так само як Нарцис усім відмовляв, а із закоханих у нього залишився один тільки Філій. За наказом Кікна Філій виконав три найважчих завдання. Тоді Кікн кинувся в озеро Коноп і став лебедем[29]. Є й згадка про іншого Кікна, який був другом Фаетона і, оплакуючи його, також став лебедем[30].

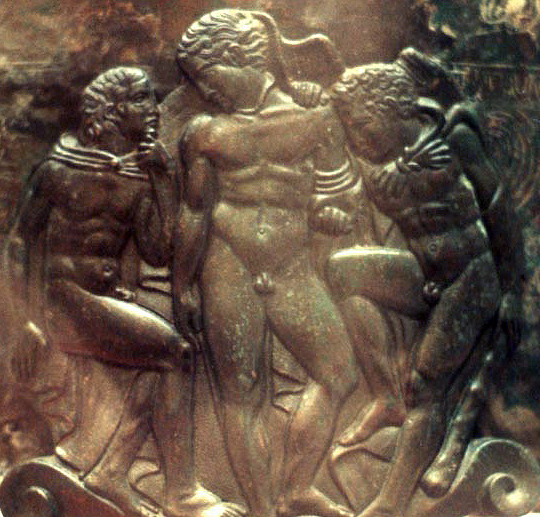
«Геракл, Іолай і Ерос», рельєф на Cista Ficoroni, IV ст. до н. е.

- Геракл був закоханий в Іолая, Дріопа, Іокаста, Філоктета, Гемона, Хона і навіть в Еврисфея[15].
- Під час виконання восьмого завдання (8-й подвиг Геракла) загинув його коханий Абдер, а на його честь Геракл заснував місто Абдери[31].
- Марсій був закоханий у фрігійця Олімпа, якого той навчив грати на флейті[32].
- Між героями Міносом, Сарпедоном і Радамантом виникло суперництво через кохання до юнака Мілета, сина Аполлона[33].
- Фівський герой Лаій закохався у сина Пелопа Хрісіппа, коли навчав його їзді на колісниці, а потім викрав його[34].
- Герой Главк був коханцем Нерея, а в іншій версії — Мелікерта[35].
- Агамемнон був закоханий в Аргінна[36].
- Існують міфи про кохання Ахілла до Патрокла[37], Антілоха[38] і Троїла[39].
- Відносини Ореста і Пілада[40] часто тлумачилися як любов[41], так само як і відносини Тесея і Пейрітоя[42].

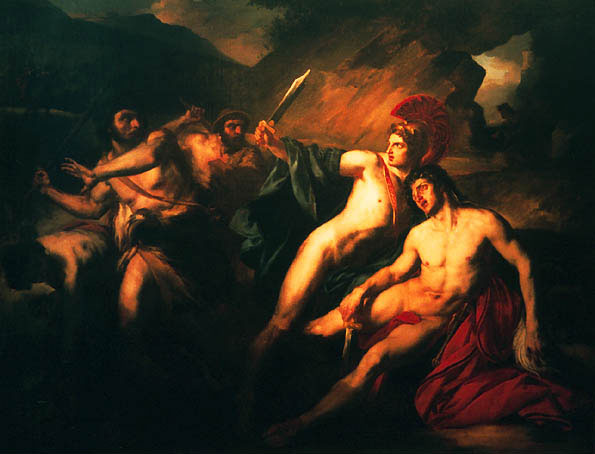
«Орест і Пілад», картина Франсуа Буше, XVIII ст.

## Архаїчний період (VIII—VI століття до н.е.)

### Історія

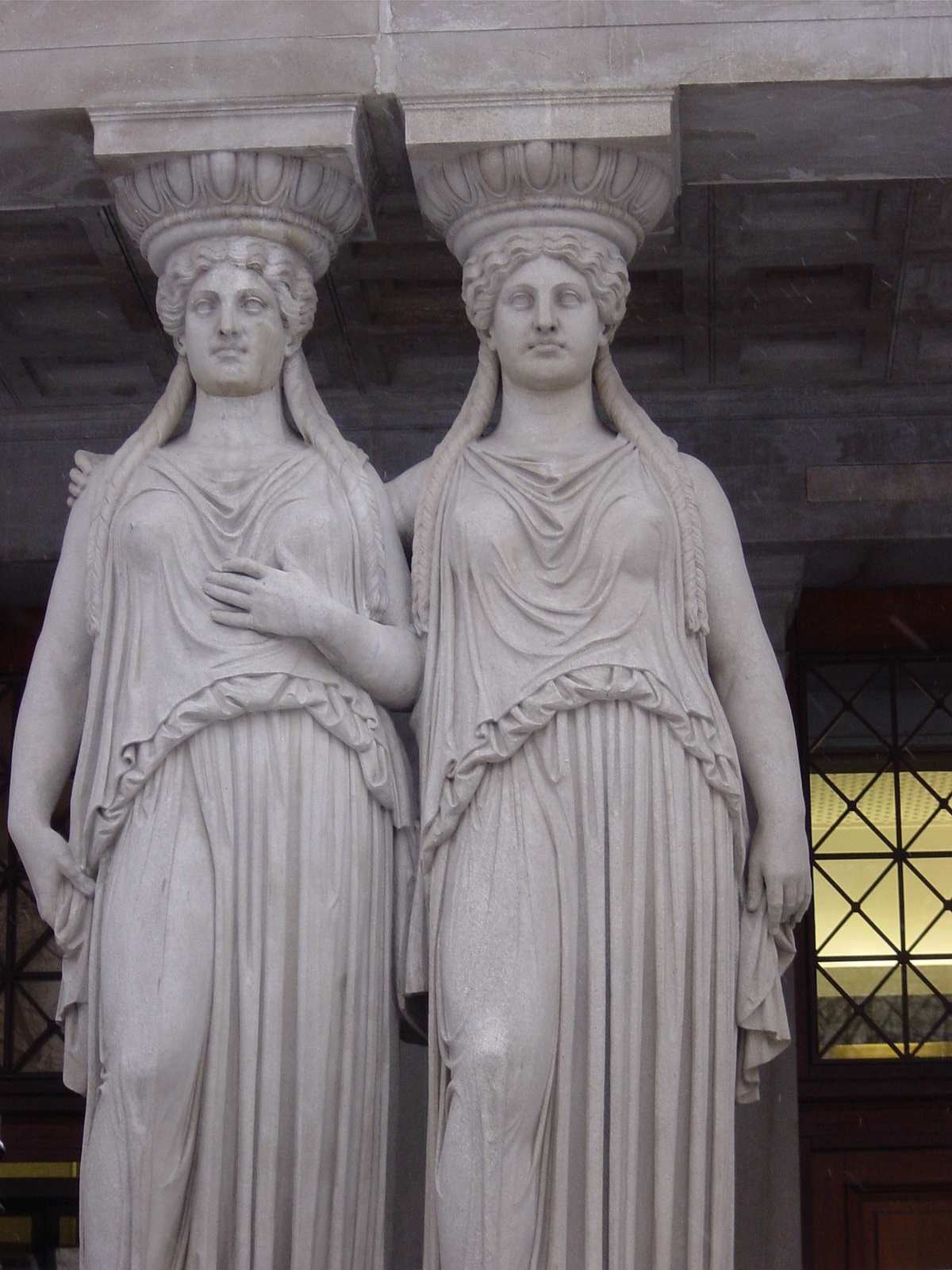
Каріатиди, що обнялися, фасад Віденського парламента, XIX ст.

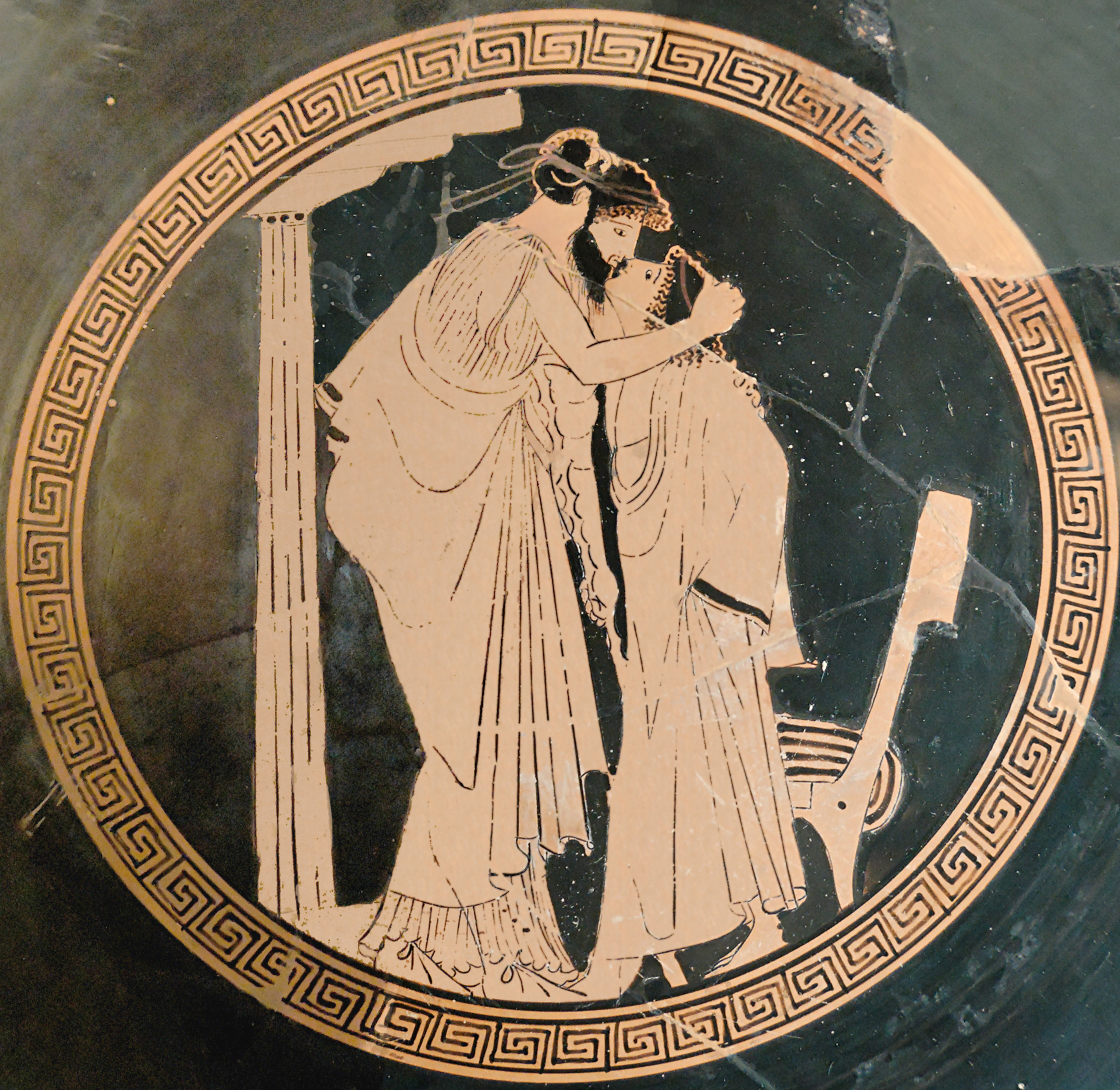
«Поцілунок», розпис на посуді, майстер Брісеїди, бл. 480 р. до н. е.

Давніми критськими законами було встановлено «союз чоловіка з чоловіком». Причиною цього, на думку Аристотеля, була необхідність контролю над народжуваністю. На Криті існував наступний звичай, описаний істориком Ефором. Закоханий («філетор»), попередивши про свої наміри, зустрічає юнака на дорозі і намагається викрасти його. Друзі юнаки символічно утримують його, а якщо вважають закоханого негідним, то не віддають йому юнака. В іншому випадку викрадач і його коханий («Клейнос») два місяці проводять разом, полюючи, а потім влаштовуть частування. Ця церемонія знаменує перехід в інший віковий клас. У написі з Криту, що відноситься приблизно до 700 р. до н. е., зафіксоване ім'я Педофіл.
Близький до критського звичаю існував інший в Коринфі. Архій з роду Гераклідів спробував викрасти підлітка Актеона, але родичі не віддали його, і під час сутички хлопчик був смертельно поранений. Батько хлопчика вимагав помсти, але безуспішно, і наклав на себе руки, звернувшись перед цим до богів з проханням покари. Коли на місто обрушився неврожай, усі звернулися до оракула, який зажадав вигнання винуватців. Архій вирушив на Сицилію і заснував там колонію Корінфа Сіракузи. Пізніше Архій був убитий своїм коханим Телефом.
У Спарті стійким був звичай, що у найкращих юнаків повинні були бути коханці, і «навіть гідні і благородні жінки любили молодих дівчат». За проступки юнаків карали їх коханців. З іншого боку, погана репутація коханця могла кинути тінь і на юнака. Однак античні автори стверджують, що тілесний зв'язок вважався ганьбою. Ці твердження викликають тривалі суперечки у сучасних дослідників.
Звичаї спартанців протиставлялися елейцям і фіванцям. Як писав Платон у свої праці «Бенкет»: «В Еліді, наприклад, і в Беотії, та й скрізь, де немає звички до хитромудрих промов, прийнято просто-напросто поступатися шанувальникам… і ніхто там, ні старий, ні молодий, не вбачає нічого поганого в цьому звичаї; в Іонії ж і в багатьох інших місцях, всюди, де правлять варвари, це вважається негожим».
В Халкіді розповідали, що любов до юнаків перестала засуджуватися після подвигу фарсалійця Клеомаха, якому перед битвою надав сили поцілунок коханого. У результаті виникла народна пісня. Схожий випадок мав місце і з Антоном, що був закоханий у Філіста.
Перші згадки про любов до юнаків в Аттиці відносяться до часів Солона (VII—VI століть до н. е.). Солон видав закон, який забороняв рабам намащувати себе маслом і кохатися з юнаками, допускаючи це тільки вільним (не рабам). Еліан пише, що ходили чутки, що Солон був закоханий у Пісістрата, що став тираном. Пісістрат був закоханий у юнака Харма і спорудив статую Ерота в Академії — на тому місці, де починався біг зі смолоскипами у свята на честь Прометея. Жертовник Еросові присвятив сам Харм.
У 514 р. до н. е. в Афінах сталася знаменита подія, пов'язана з тирановбивством. Афінянин Арістогітон був закоханий у юнака Гармодія. Брат тирана Гіппія Гіппарх також закохався в Гармодія, але не зміг його спокусити. Тоді Гіппарх образив сестру Гармодія. Гармодій тоді ж звернувся за допомогою до Арістогітона, а той залучив своїх друзів. На свято Панафіней двоє закоханих вбили Гіппарха. Гармодій був убитий на місці,а Арістогітон був схоплений і загинув потім. Після падіння тиранії в Афінах було встановлено культ на честь Гармодія і Арістогітона, їм були споруджені статуї, і на їх честь були присвячені пісні.

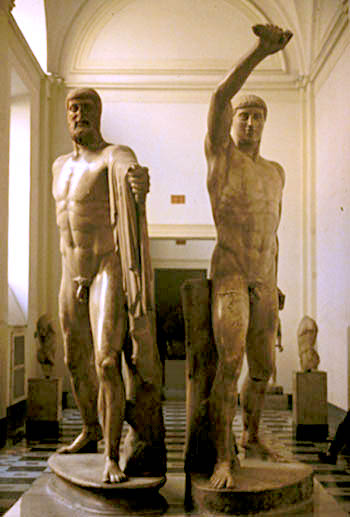
«Гармодій і Арістогітон». Скульптори Критій і Несіот. (Римська копія бронзової групи на афінському Акрополі в 476 р. до н. е., після викрадення перших статуй персами)

### Література

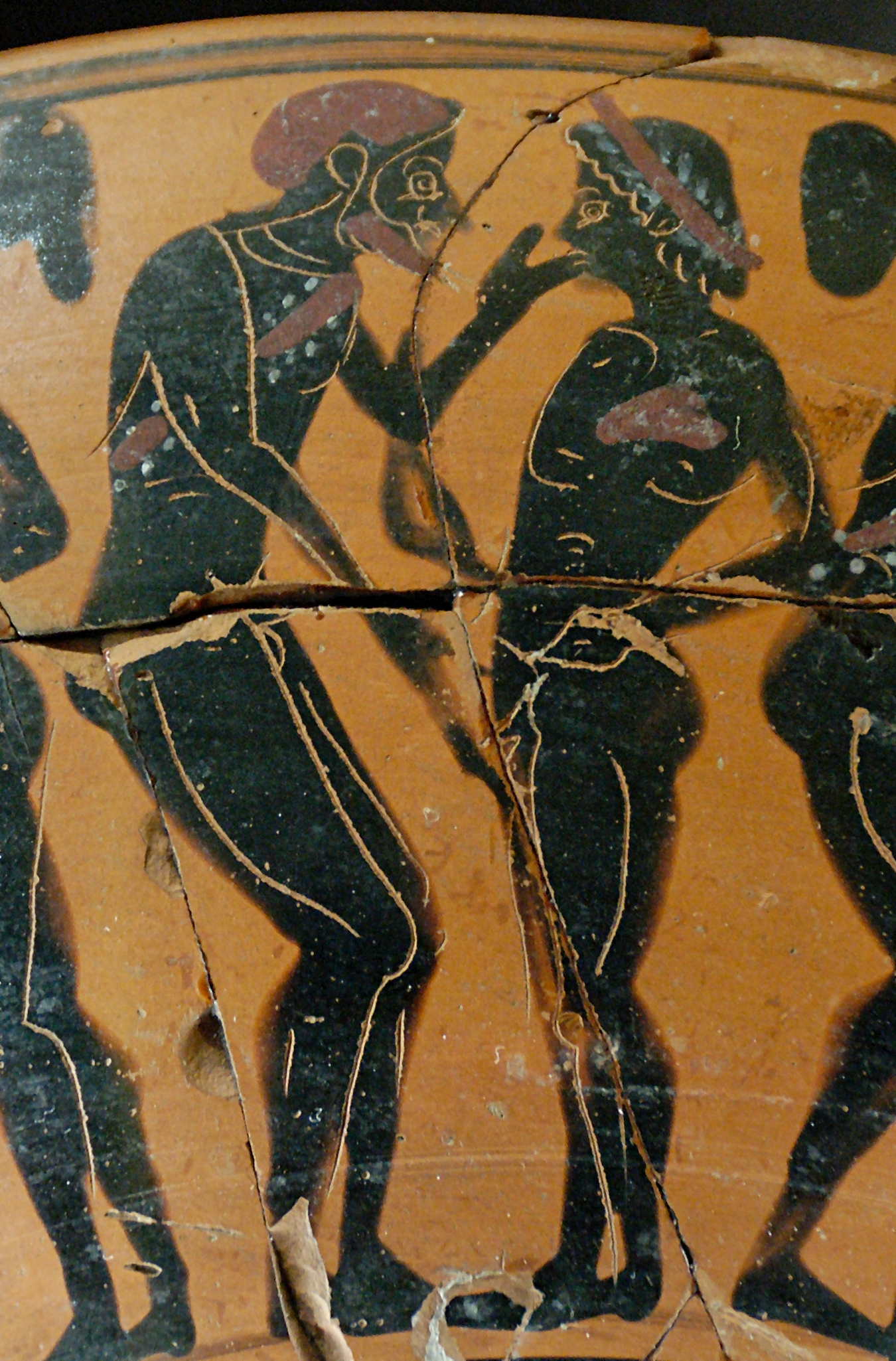
Гомосексуальна пара, розпис, бл. 530—520 до н. е.

## Класичний період (V—IV століття до н.е.)

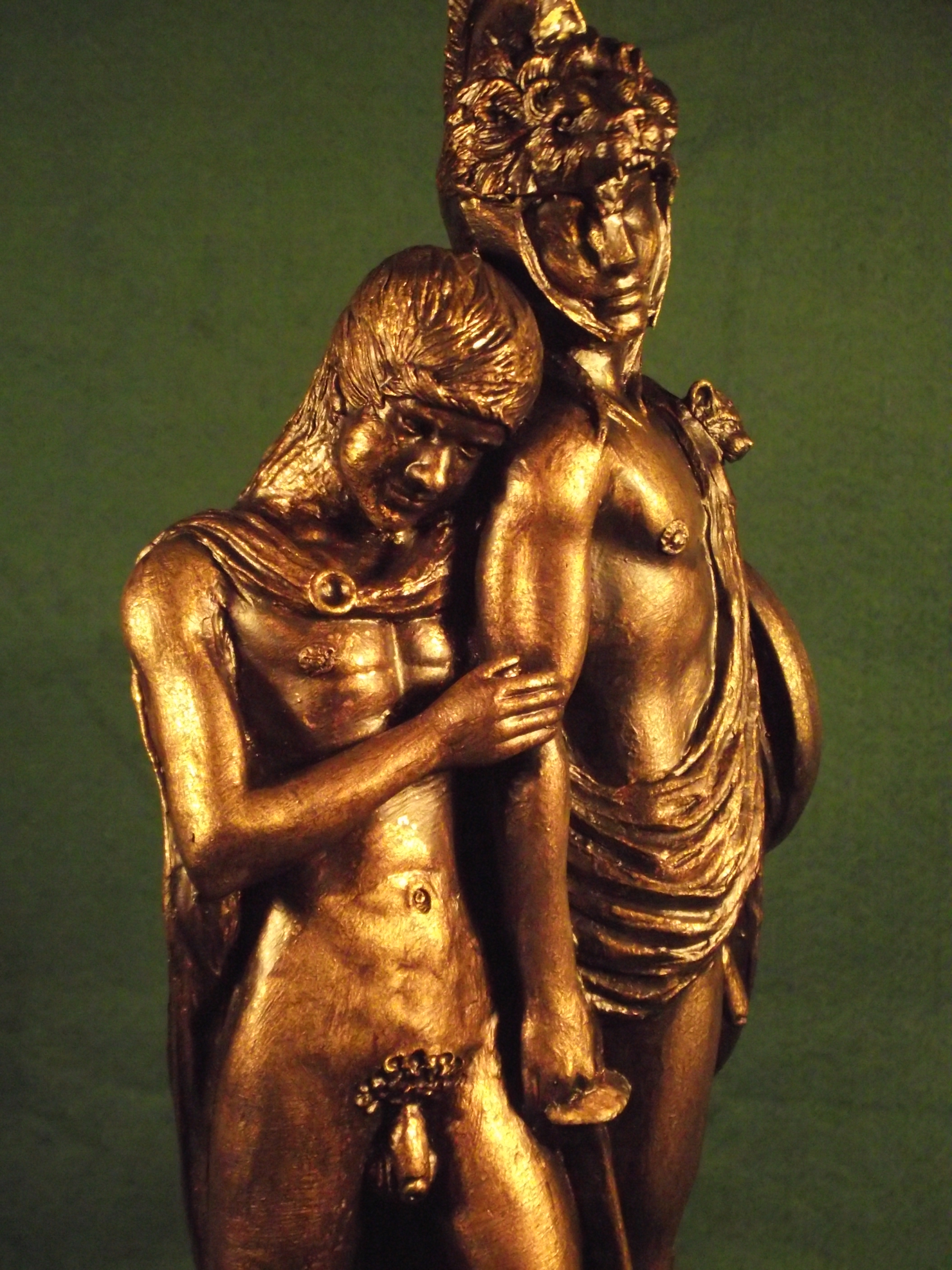
Сучасна скульптура англійського митця Малкома Лідбері (2016), яка зображує закоханих Александра Македонського і Гефестіона, що за однією з версій прийнято вважати їх такими.

### Історія
В античних авторів збереглися відомості про безліч любовних історій, які, зрозуміло, не були чимось унікальним, але запам'яталися завдяки популярності своїх героїв.
- Платон у діалозі «Парменід» зображує Зенона як коханого Парменіда[70].
- Емпедокл присвятив свою філософську поему коханому Павсанію[71].
- Евдокс Кнідський був коханцем лікаря Феомедонта[72].
- Тиран Сіракуз Гієрон був закоханий у красеня Даілоха[73].
- Тиран Сіракуз Діонісій Старший наказав стратити свого коханого, побоюючись за своє життя[74].
- Тиран Ферський Олександр зробив своїм коханим молодшого брата своєї дружини Фіви, а пізніше стратив його[75]. Пізніше Фіва організувала вбивство Олександра за допомогою своїх же братів[76].
- Причиною змови проти Періандра, тирана Амбракія, стали його знущання над своїм коханцем під час гулянки[77].
- У місті Фанагорія були розповіді про те, що Булагор кинувся зі скелі від нещасного кохання до флейтиста Діодора[78].
- Афінські політики Фемістокл і Арістід в молодості суперничали через любов до Стесілая з Кеоса[79].
- Плутарх розповідає, що підлітком Алківіад втік до коханця; його опікун Перикл відмовився давати публічне оголошення про розшук зниклого, боячись ганьби на все життя[80].

- Про Демосфена стверджували, що його коханими були Арістіон, син Арістобула[81] і Арістарх, син Мосха, з яким він нібито безчесно обійшовся[82].
- Велику популярність в Афінах набула справа Тімарха (процес відбувся в 345 р. до н. е.). Тімарх був відомим політиком, членом Ради, який запропонував більше сотні постанов, прихильником антимакедонської партії. Есхін доводить, що Тімарх жив разом зі своїми коханцями Місголом, Антіклеєм, Пітталаком, Гегесандром, а також перебував у них на утриманні і такий спосіб життя підпадає під законодавче поняття «заняття проституцією», що позбавляє його права на політичну діяльність[83]. За словами Есхіна, «безкорисливо ділити з ким-небудь любов — це прекрасно, а погоджуватися за плату займатися нею — це ганьба»[84]. Тімарх був визнаний винним і був повішеним[85].

### Мистецтво

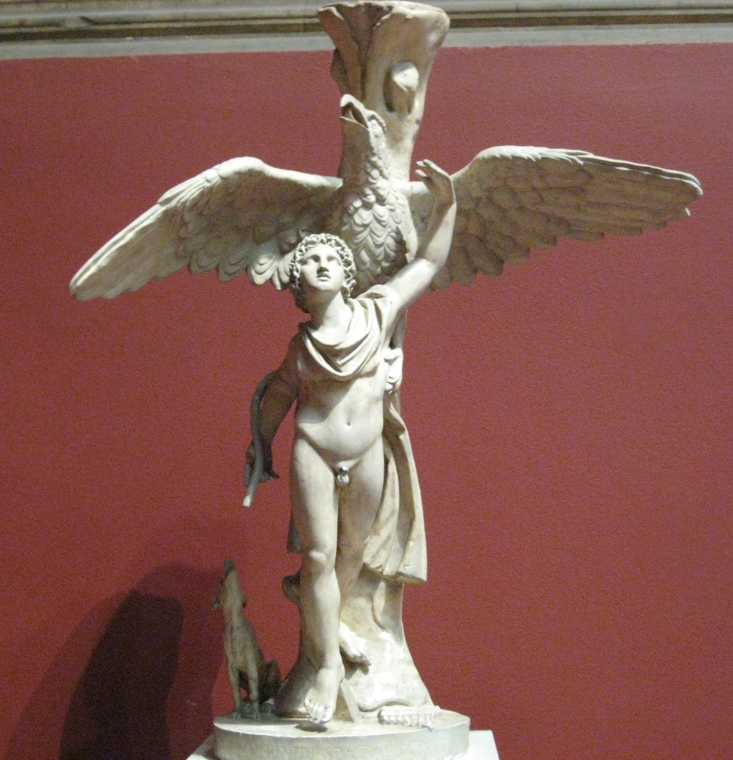
«Ганімед», скульптор Леохар

Поет Піндар прославився піснями, присвячених переможцям олімпійських змагань. У них він неодноразово прославляє їх красу переможців, і згадує міфи про Пелопса, Ганімеда, Кініра, Ахілла і Патрокла.

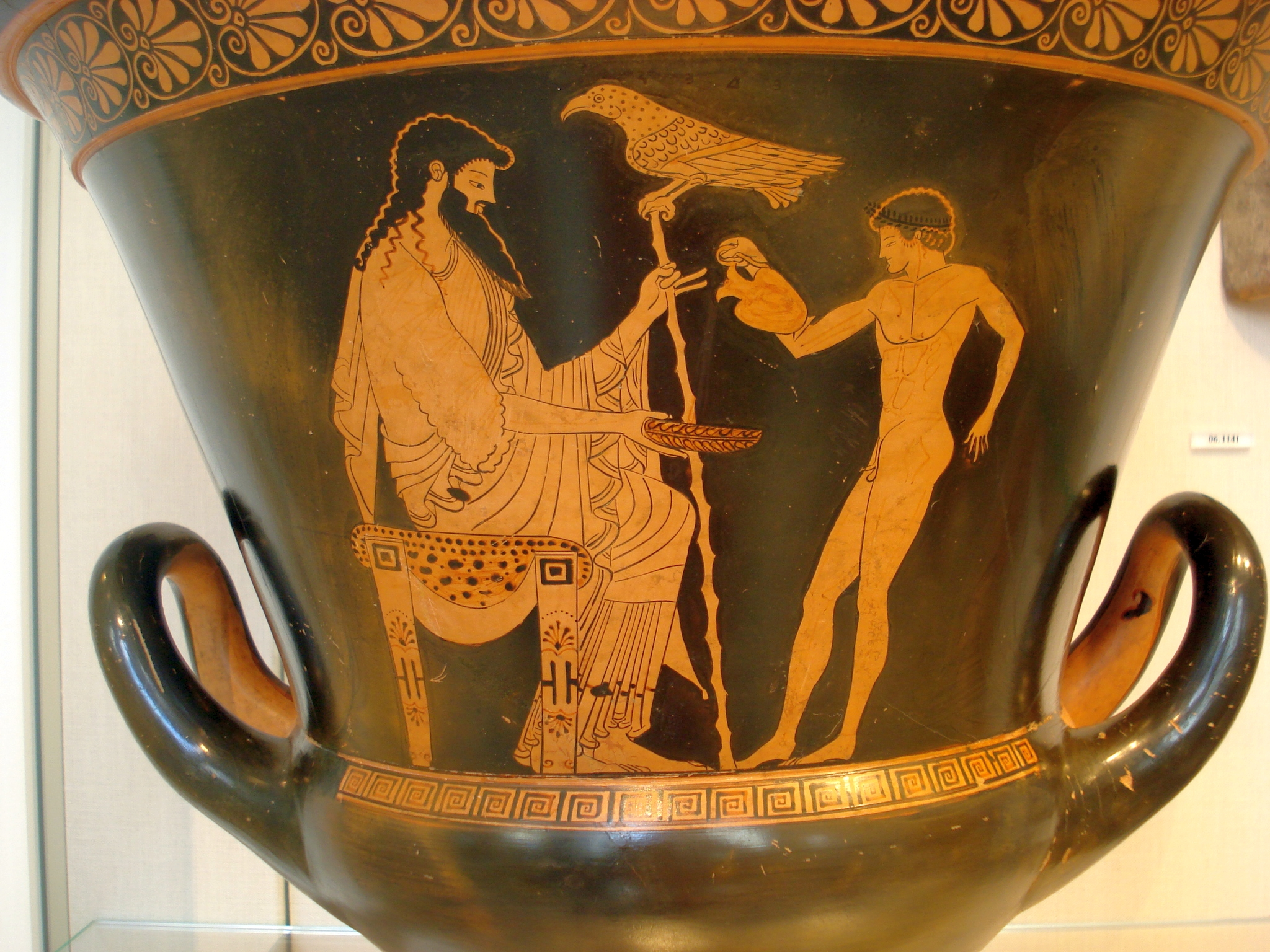
Зевс і Ганімед, розпис вази майстера Евхаріда, бл. 490—480 до н. е.

Поети Сімонід та Вакхілід присвячували свої вірші коханим.
Гомоеротичні сюжети на афінській сцені були представлені помітно, але не дуже широко:
- Есхіл був автором драматичної трилогії про Ахілла (дійшли лише невеликі фрагменти). Він зобразив Ахілла, закоханого у Патрокла[90], який оплакував загиблого[91].
- Софокл у драмах «Геракл» і «Шанувальники Ахілла» зобразив любовні докучання сатирів до Геракла і Ахілла[92]. У трагедії «Ніоба» один з Ніобідів, битий стрілами Аполлона, кличе на допомогу свого коханця[93]. Сам драматург також був небайдужий до краси юнаків[94].
- Евріпід був закоханий у Агафона і написав на його честь трагедію «Хрисіп»[95], де зобразив викрадення Гавкотом Хрісіппа.

Коханим скульптора Фідія був юнак Пантарка з Елеі. Фідій написав його ім'я на пальці статуї Зевса Олімпійського. Іншим коханим Фідія був також скульптор Агоракріт. Живописець Омфаліон був закоханим у свого вчителя Нікія. А скульптор Леохар зобразив скульптуру Орла, який викрадає Ганімеда.

### Філософія

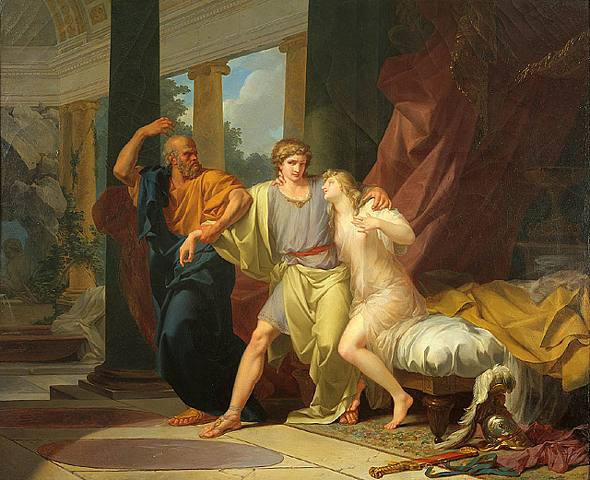
"Сократ, який уводить Алквіада з ложа жінки картина Ж. Б. Рагно, 1791

Сократ віддавав належне гомоеротиці і нерідко він вважав апологетом кохання до юнаків. У платонівському діалозі «Суперники» він зізнається, що його «завжди вбивали своєю красою юнаки»; в ксенофонтовській «Пірі» він надзвичайно хвалить одного Каллія за те, що предмет його кохання — Автолік — «всім показує силу, витривалість, мужність і самовладання». В обох діалогах Сократ відстоює перевагу духовного кохання до хлопчиків, а не тілесного.
«Спогади» Ксенофонта містять розповідь про причини конфлікту Сократа з майбутнім тираном Критієм. Останній був автором твору «Про природу любові», де стверджував, що «форма у чоловічих істот більш жіночна, ніж у жінок». Зі слів Ксенофонта, Сократ намагався відвернути Критія від пристрасті до якогось Евтидема, вказуючи, «як принизливо і негідно людині, подібно жебраку, випрошувати милостиню у свого улюбленця (…) благаючи і просячи у нього подарунка, та ще зовсім недоброго», а бачучи безуспішність свої умовлянь, в присутності багатьох Сократ різко заявляв, що у Критія «є свинська схильність: йому хочеться тертися з Евтидемом, як поросята труться об камень».
В юності Платон був закоханим у драматурга Агафона і склав на честь його драматичну тетралогію, але, зустрівшись пізніше із Сократом, спалив трагедії і зайнявся філософією.
У своєму останньому творі «Закони» Платон заявив, що, відносини між жінкою і чоловіком порадовані нам природою, а стосунки між чоловіком і чоловіком є протиприродними. Винуватцями подібного, на думку Платона, були введені звичаї, насамперед у Спарті і Фівах.
Аристотель у молодості написав твори, які не збереглися «Бенкет», «Про любов», «Про прекрасне», «Положення про кохання» в 4 книгах, в яких він описував різноманітні аспекти відносин між чоловіками. Розглядаючи питання про надмірність насолоди: він говорить про один вид, що приносить природне задоволення та три види, які є неприродними. Про любовні насолоди з чоловіками він писав так: "Адже у одних це буває від природи, у інших — від звички, як, наприклад, у тих, хто з дитинства терпів насильство. Тих, у кого причиною є природа, ніхто, мабуть, не назве непоміркованим, як, наприклад, жінок за те, що в статевому з'єднанні не вони володіють, а ними володіють. Також, вперше в науці Аристотель звернув увагу на приклади гомосексуальної поведінки у тварин (у куріпок, перепелів, півнів, голубів): як самців, так і самок.

## Елліністичний період (III—I століття до н.е.)

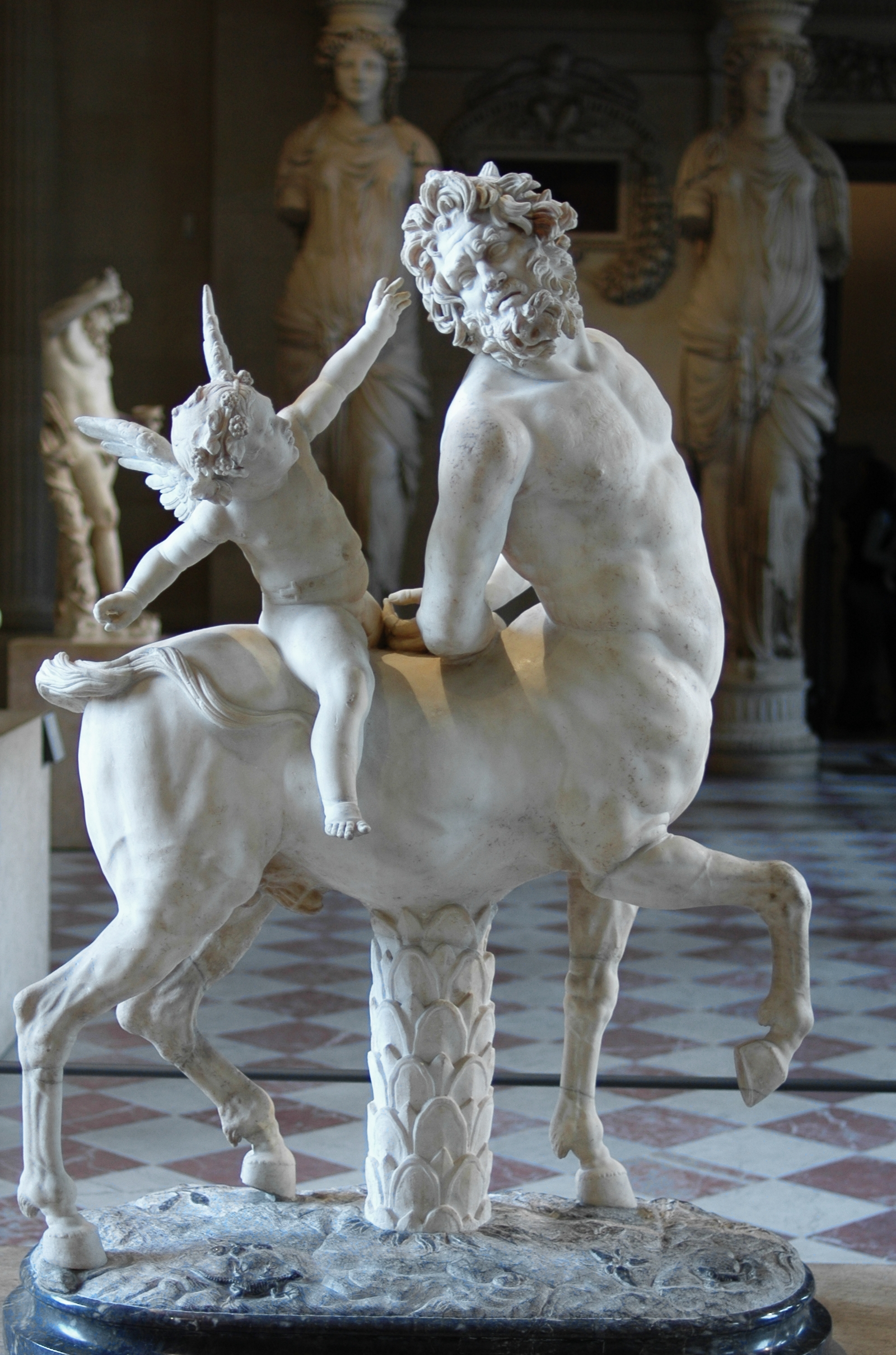
«Ерот і старий кентавр», I—II ст. н. е., Лувр

### Історія
Деметрій Поліоркет був відомий численними любовними стосунками з юнаками. Афінський красень Дамокл, якого Деметрій намагався зґвалтувати, покінчив з собою.
Є згадки про Галета, коханого Птолемея Сотера; Кіфареда Аристокла, коханого царя Антигона та інших. У Антіоха IV Епіфана був коханець Фемісон.
Цар Спарти Клеомен III, опинившись у вигнанні, попросив свого коханого Панфея вбити його і потім покінчити з собою. В юності Клеомен був коханим спартанця Ксенара. При цьому Клеомен ставився з презирством до царя Птолемея IV, який мав багатьох коханців-чоловіків, що не відрізнялися Лаконською хоробрістю. Один з них, Агафокл, був де-факто правителем Єгипту.

### Філософія
Відомі любовні листи Епікура до Піфокла.
Зенон із Кітіона стверджував: "сходитися з хлопчиками варто не більше і не менше, ніж з жінками. Втім, сам Зенон вважав за краще юнаків.
Є чимало згадок про особисте життя академіка Полемона, коханцем якого був Ксенократ, Кратета, коханцем якого був Полемон,Аркесілая, коханцем якого був Крантор.
Стоїк Арістон Хіоський називав главу Академії Аркесілая «розбещувачем юнців, мужеложцем і нахабою». При цьому Аркесілай негативно ставився до «жінкоподібних». Коли один з них відстоював філософську тезу про відсутність відмінності між більшим і меншим, Аркесілай замість логічної аргументації запитав у нього: «І нутром ти не відчуваєш різниці між штукою в десять пальців і в шість пальців?».
Трактати «Про любов» писали перипатетики Феофраст, Гераклід Понтійський, Деметрій Фалерский.
Епікур визнавав, що любовні насолоди приносять задоволення, але вище цінував тверезе міркування. Відомі його любовні листи до Піфокла. Феодор, якого прозвали безбожником, вважав, що «любити хлопчиків мудрець буде відкрито і без всякої оглядки».
Діагор з Мелоса, відомий як атеїст, був закоханий в кулачного бійца Нікодора з Мантвнеї.

### Поезія

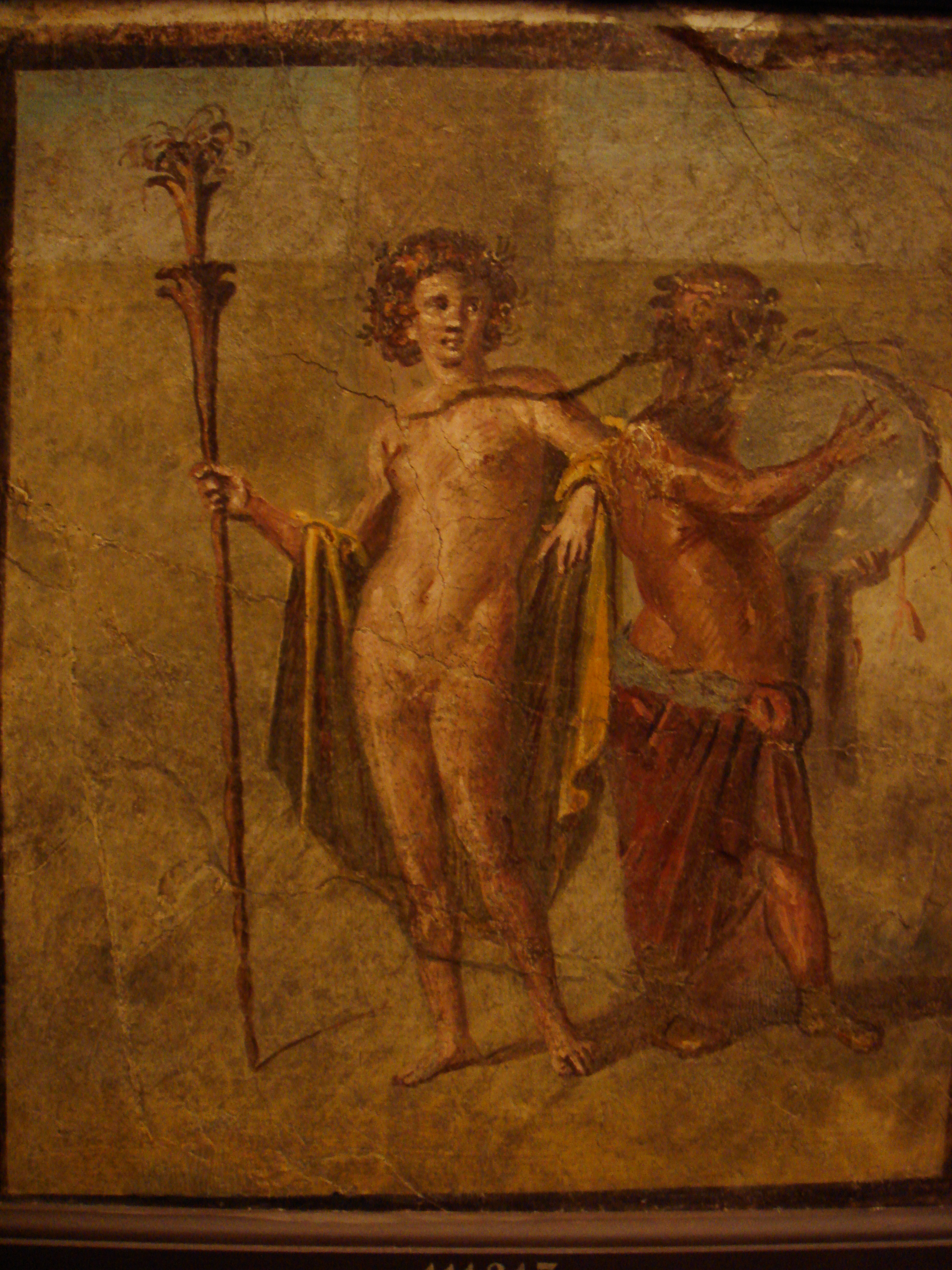
«Гермафродіт і Сілен», помпейська фреска, 45—79 рр. до н. е.

Міф про любов Геракла до Гіласа детально описаний в «Аргонавтиці» Аполлонія Родоського і в XIII ідилії Теокріта.
Поет Фанокл написав збірку елегій «Любовні пристрасті», систематизувавши міфологічні сюжети про любов до юнаків.
Найбільший представник нової комедії Менандр навмисно виключив із сюжетів своїх комедій тему кохання до юнаків.
У III ст. до н. е. в літературі з'явився жанр «наслідувань розмовам кінедів», в якому писали Сотад та Олександр Етолійський. Відома розповідь про кулачного бійця Клітомаха, що закохався в якогось Кінеда.
III—II століття до н. е. — період розквіту жанру любовної епіграми. Збереглося близько 200 гомоеротичних віршів цього періоду. Найбільш відомі автори: Каллімах, Асклепіад, Посідіпп, Стратон і Мелеагр. Асклепіад пише таке: "Тільки з прекрасним Ерот прекрасне з'єднує: // … Прекрасна пара // Ви, Евбіот і Клеандр!.
Посилання на міфологічні прецеденти (кохання Зевса до Ганімеда) зустрічаються досить рідко.
Твердження, що для кохання залишилося небагато часу — одна з домінуючих тем любовних епіграм у Стратона.
У віршах Мелеагра фігурують десятки юнацьких імен, до кожного з яких автор звертається з рівною пристрастю: «Ти Діодре обійми, прийми, Каллікрата на коліна // Сяде до тебе, Доротей — солодко нехай заспіває, // Влучний твій „лук“ нехай візьме в свої руки полум'яний Діон, // А Уліад нехай з нього шкіру по-скіфському здере».
У віршах зустрічається мотив Немезиди (відплати долі), сенс якого в тому, що юнакові, який відмовив у своїй любові закоханому в нього, загрожує в майбутньому бути відкинутим його власним коханим.
Про любов між жінками згадує Асклепіад у епіграмах.

## Римський період (I—III століття н. е

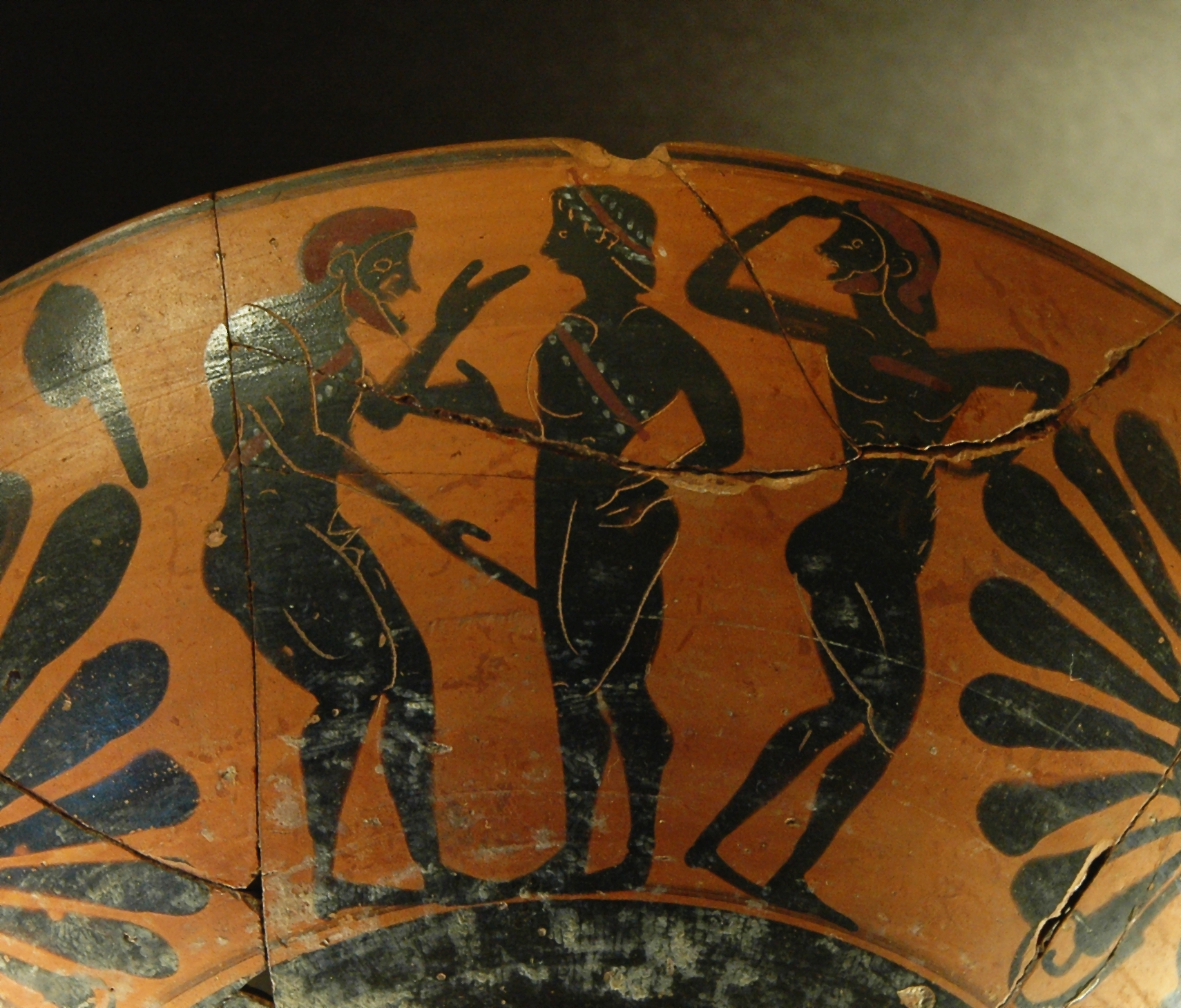
Гомосексуальні коханці, ваза, 530—520 рр. до н. е., Лувр

### Історія
Оратор Діон Хрисостом, що бував в Ольвії, вказує на поширеність там любові до юнаків, пов'язуючи її з культом Ахілла.
Дуже відома (хоча мало відображена в античних джерелах) історія кохання імператора Адріана до Віфінського юнака Антиноя. Говорили, що Антиной приніс себе в жертву для продовження життя імператора.

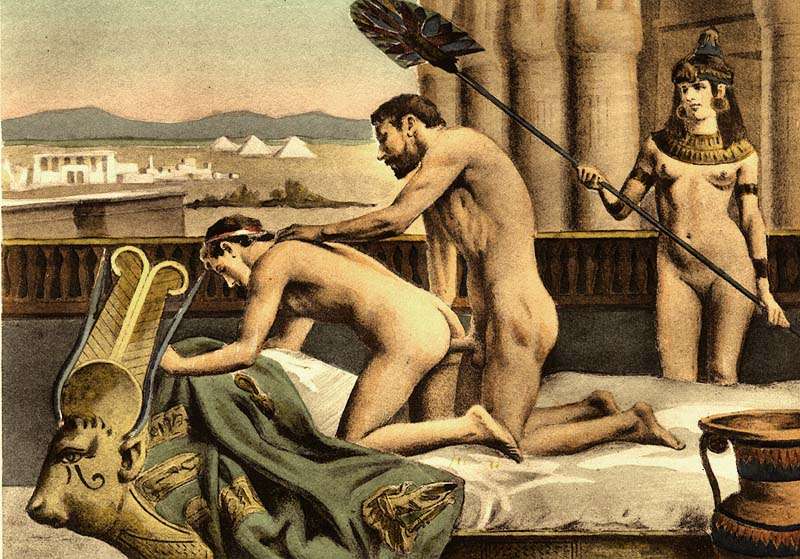
«Адріан і Антіной в Єгипті»

### Мистецтво
Твори Лукіана містять кілька десятків згадок про одностатеве кохання. У більшій частині творів Лукіан в рамках літературної традиції ставиться позитивно до кохання юнака до юнців. В інших же засуджує розпусту різних або насильство з боку тиранів.
Плутарх у своєму творі «Про Ерота» і Лукіан у творі «Дві любові» — описують переваги і недоліки кохання між чоловіком і жінками і чоловіком між чоловіками.

### Філософія
У II столітті Артемідор Далдіанський створив трактат, що тлумачив сни сексуального змісту. Спочатку він розглядав з'єднання за єством, закону і звичаєм. Якщо чоловік бачить у сні, що ним володіє інший чоловік, то це «до добра, якщо володіє старий і багатий (тому що від таких людей зазвичай беруть), і не до добра, якщо він молодий і бідний (бо таким зазвичай дають)».
До протизаконних філософ Артемідор відносив статевий акт між батьком і сином. Такий сон він вважав несприятливим. Бачити у сні оральний секс з іншою людиною теж несприятливо, крім тих, хто заробляє на життя ротом (флейтистів, ораторів, софістів).
До протиприродних відносив з'єднання і між жінками, і з небіжчиками, і з богами.